# Villa San Donato
La villa San Donato (appelée aussi Villa Demidoff) est un palais construit par Nicolas Demidoff, ambassadeur de Russie, à Polverosa, au nord-ouest de Florence, en Italie, à partir de 1827.
Gravement endommagée et à l'abandon depuis la Seconde Guerre mondiale, la villa est restaurée à partir de 2012 pour être convertie en appartements.

## Histoire
Au XIIe siècle, le domaine de San Donato était la propriété de chanoines réguliers de Saint-Augustin Portuense qui y construisirent une chapelle qui deviendra l'église San Donato de Polverosa.
Au XIIIe siècle il appartint à la confrérie des Umiliati, puis aux religieuses de Santa Maria Maddalena delle Convertite. Il fut sécularisé en 1809 sur ordre du gouvernement français.

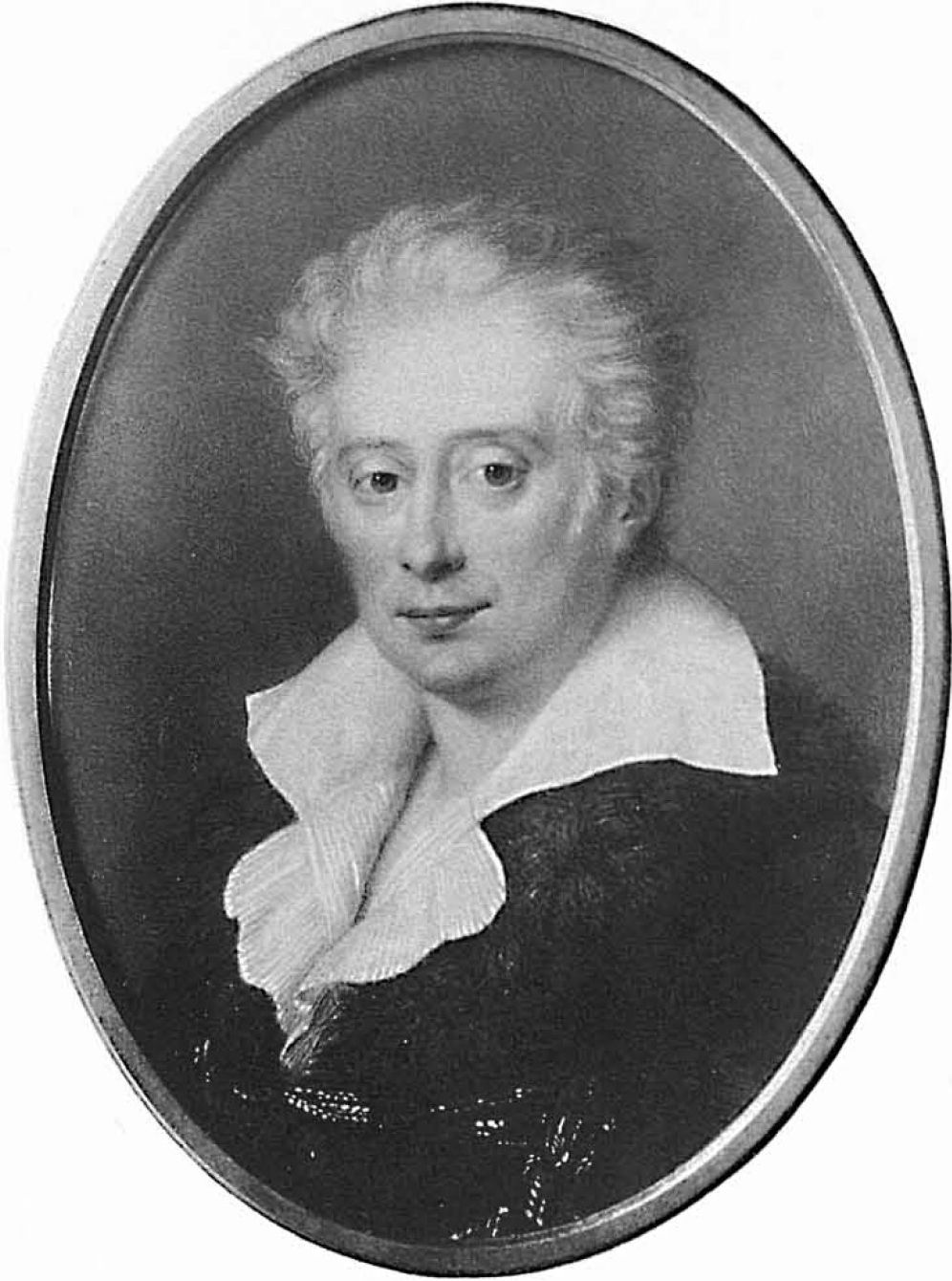
Nicolas Demidoff.

En 1814, le comte Nicolas Demidoff achète à l'Église catholique romaine le monastère de San Donato et les 42 hectares de terrains marécageux qui l'entourent. Nommé ambassadeur de Russie auprès de la cour de Toscane, il vient s'établir à Florence.
Il fait aménager à partir de 1822 à San Donato un vaste domaine comprenant un palais inspiré des grandes villas palladiennes, des rivières, des lacs, des fermes, des églises (outre l'église San Donato, ancienne église du couvent, il fait construire une chapelle orthodoxe, la chapelle Demidoff), ainsi qu'entre autres, une magnanerie, une filature de soie, un zoo, un hippodrome, des jardins, des serres et un chemin de fer
.
Giovan Battista Silvestri, architecte du Palais des Offices à Florence, est chargé de la construction du palais, dont la première pierre est posée le 27 juin 1827 et la construction terminée en 1831. Alessandro Melchior est nommé Conservateur de San Donato.
En 1827 le grand-duc de Toscane décerne à Nicolas Demidoff le titre de comte de San Donato et en 1840, son fils cadet, Anatole Demidoff est titré prince de San Donato.

## Description

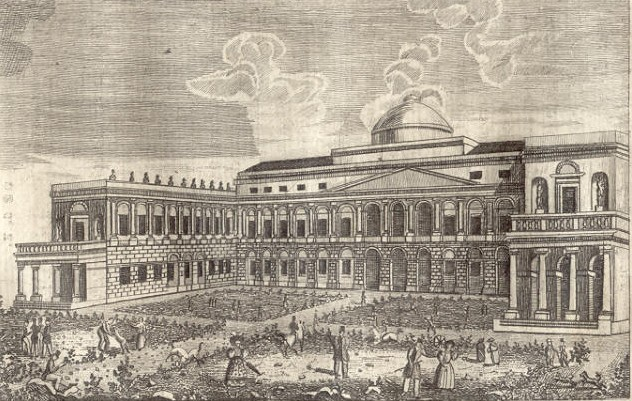
La Villa San Donato vers 1830.

### La villa et le musée

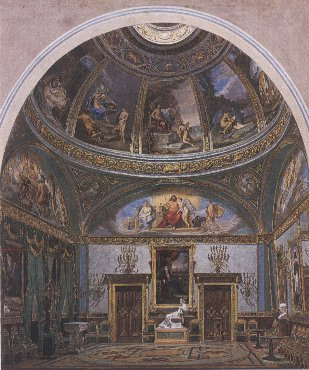
Vue du salon central, Jean Baptiste Fortuné de Fournier (1841).

Outre de vastes appartements la villa comprenait un musée privé de quatorze salles abritant l'énorme collection d'œuvres d'art (peintures, sculptures, minéraux, armures…) de ses propriétaires, et une bibliothèque de 40 000 volumes.

Le salon central en rotonde était surmonté d'une coupole richement décorée à fresque en 1827 par Carlo Morelli, représentée en 1841 par le peintre français Jean Baptiste Fortuné de Fournier. Le luxe de la décoration intérieure était écrasant. Lady Walburga Paget, qui visita la villa en 1871, note : 

« J'ai pu contempler à loisir les merveilleuses richesses rassemblées dans cette maison laide et comparativement petite. Les tableaux et les statues sont de grande valeur. Les tapisseries et broderies de toutes sortes, les tables de malachite et de lapis-lazuli, les plaques de marbre précieux et les albâtres rares abondent. Pourtant, je ne peux pas dire que l'ensemble soit harmonieux ou agréable à l'œil. »

— The Linings of Life, vol. I, 1928.

### La collection de plantes
La collection de plantes de San Donato fut créée en 1850 par Carl von Hügel, à la demande d'Anatole Demidoff, à partir des collections qu'il avait rassemblées dans son jardin d'Hietzing près de Vienne. Jules Émile Planchon en dressa le catalogue raisonné en 1854-1858.
À cette époque, les serres s'étendaient sur une longueur de 212 m en face du "Jardin Anglais" ; 20 ans plus tard, elles occupaient une ligne ininterrompue de plus de 400 m sur une largeur moyenne de 8 à 10 m.

## Épilogue
Le neveu et héritier d'Anatole, Paul Pavlovitch Demidoff décide de se séparer de la villa San Donato, qui lui rappelait sa première épouse morte en couches, pour s'installer à la Villa di Pratolino qu'il acquiert en 1872.
Les collections d'art, dont une partie avait déjà été mise en vente en 1863, sont dispersées lors d'une nouvelle vente publique à Paris en 1873. Fin 1879 Louis Lubbers, chef des cultures au Jardin botanique de l'État à Bruxelles, dresse un nouveau catalogue des serres en vue de la vente publique des collections de plantes qui aura lieu au printemps 1880.
Le 5 novembre 1881, le palais est vendu à Gastone Mestayer, tandis que les jardins sont vendus séparément à Nemesio Papucci et à la famille Rosselli Del Turco.
La villa, gravement endommagée durant la Seconde Guerre mondiale est longtemps restée à l'abandon ; la chapelle privée du domaine a par contre été préservée et restaurée.
En novembre 2009, démarre un projet de réhabilitation de la villa pour y aménager une résidence de luxe avec appartements et bureaux. Entamée en 2012, la restauration de l'ensemble est achevée en 2017.

## Galerie

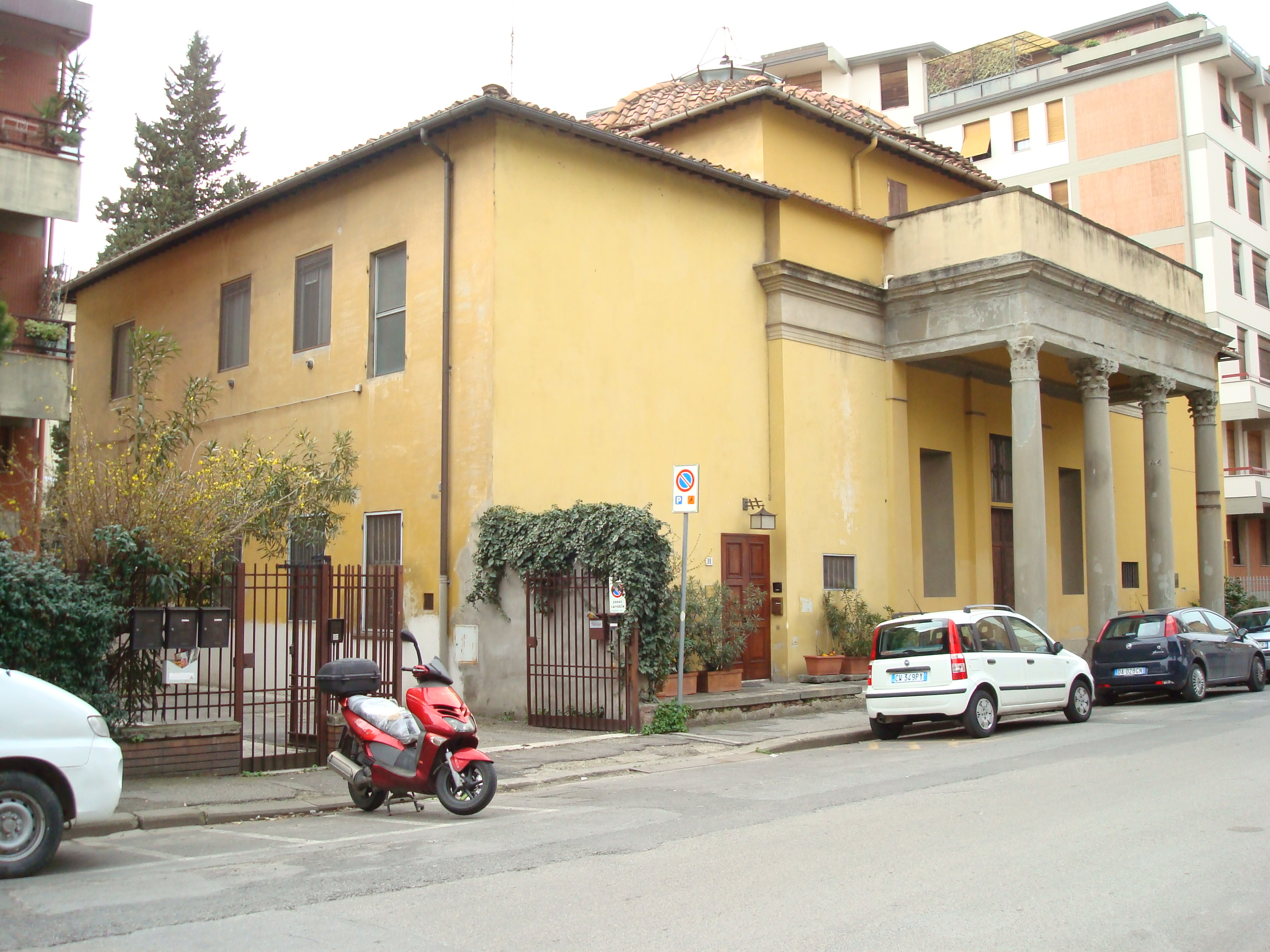
Chapelle Demidoff de San Donato.
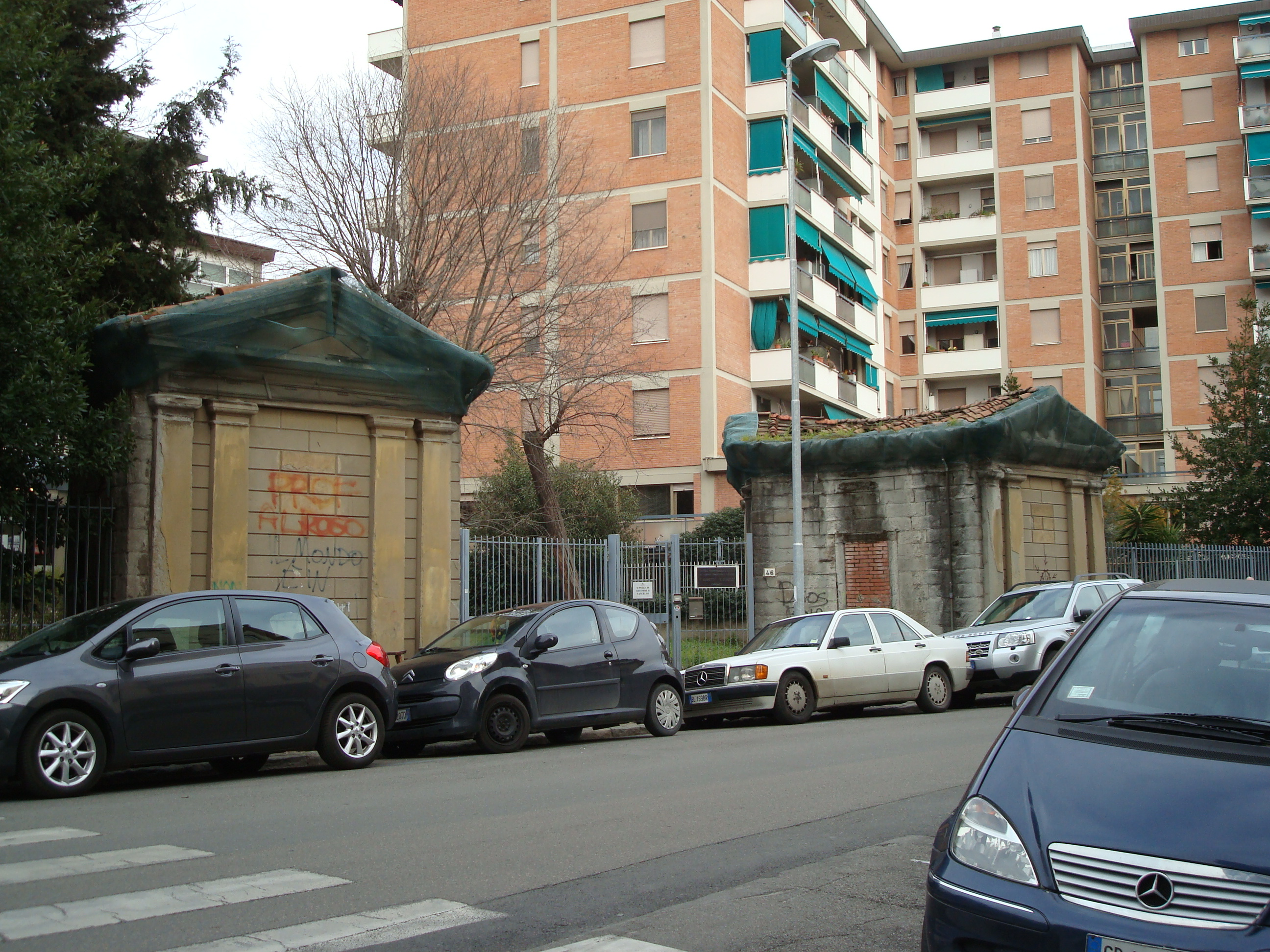
Propylées de la Villa San Donato (Via San Donato).
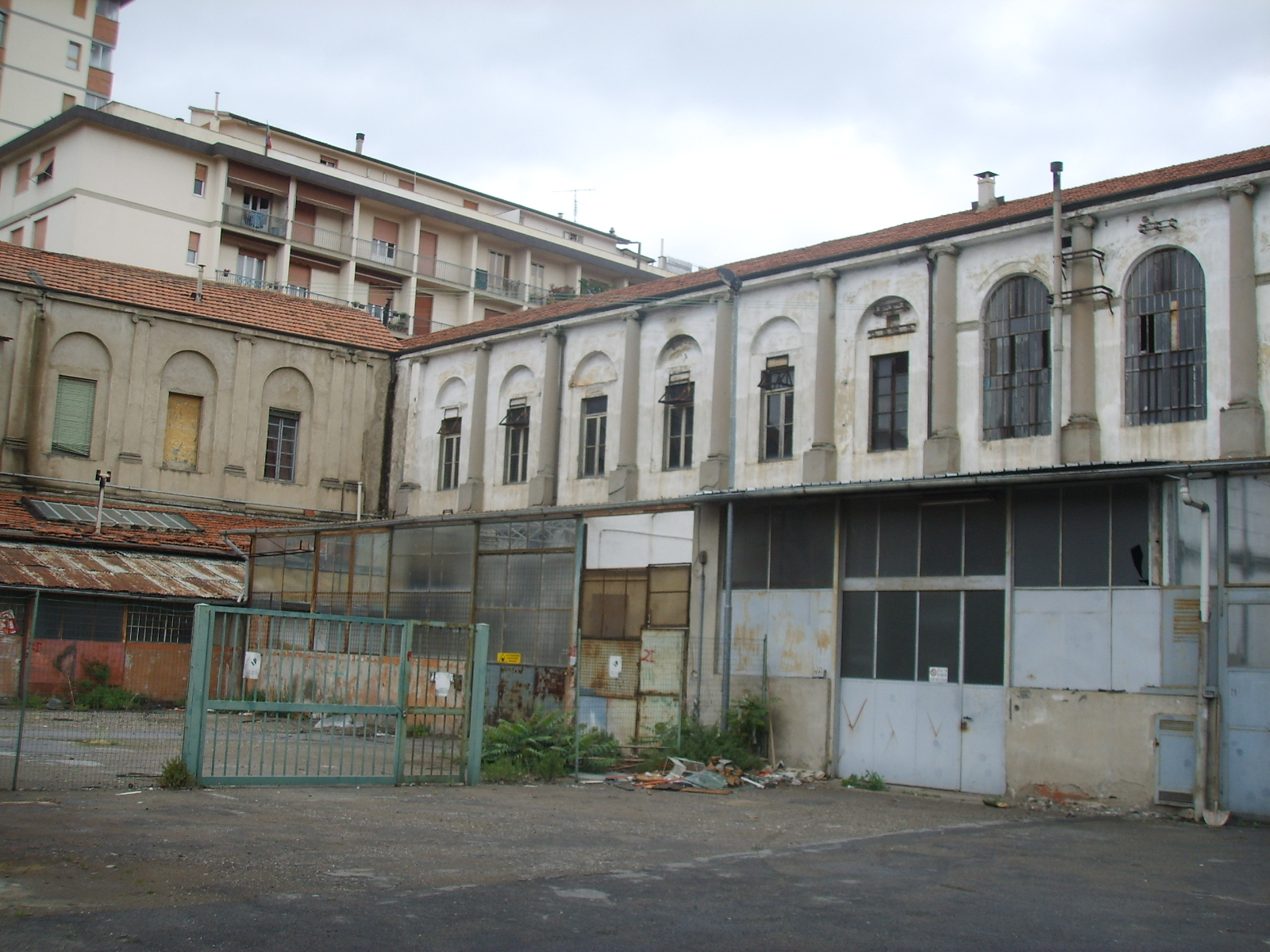
La Villa San Donato en 2007.
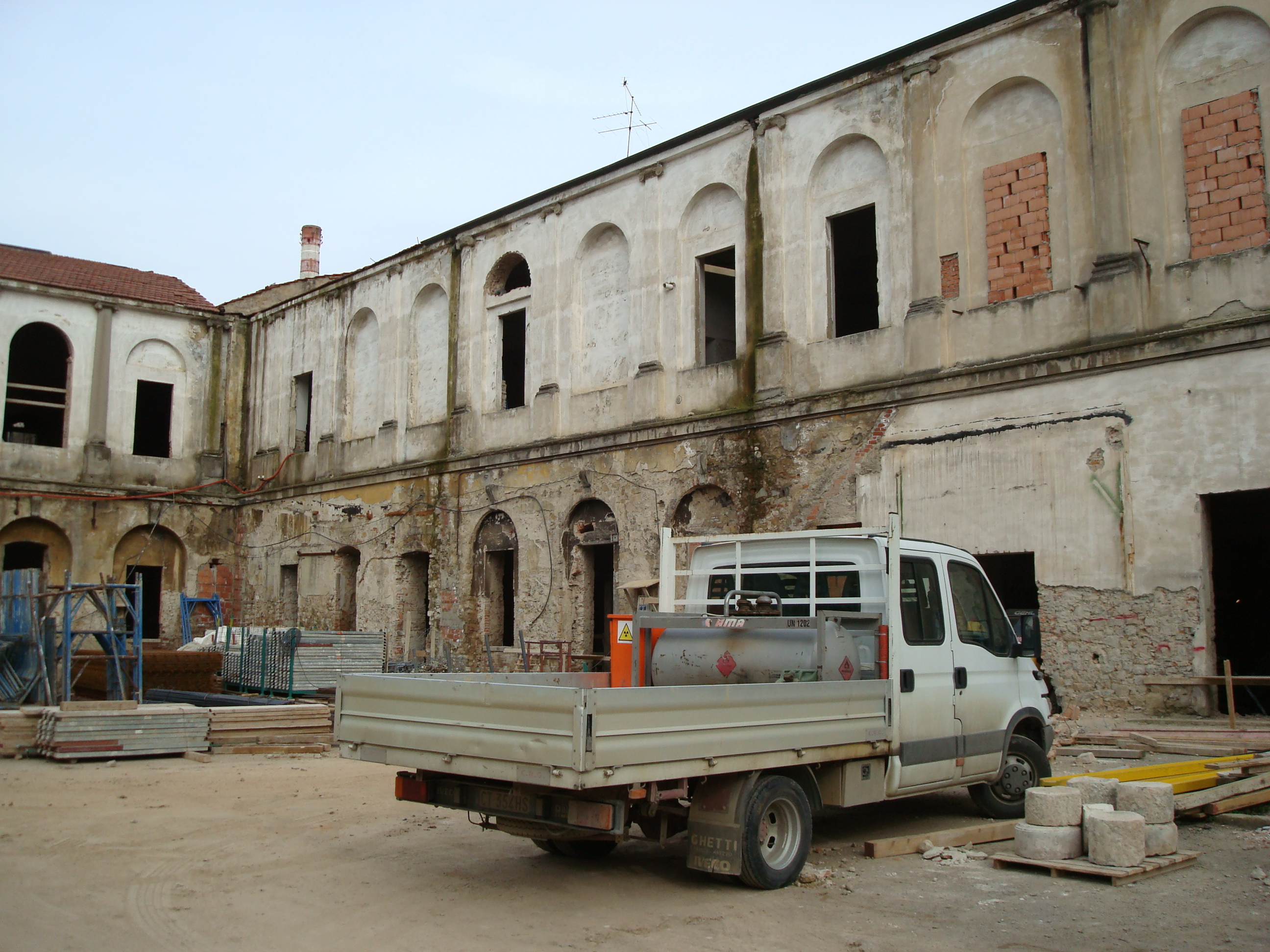
Chantier de réhabilitation en 2010.
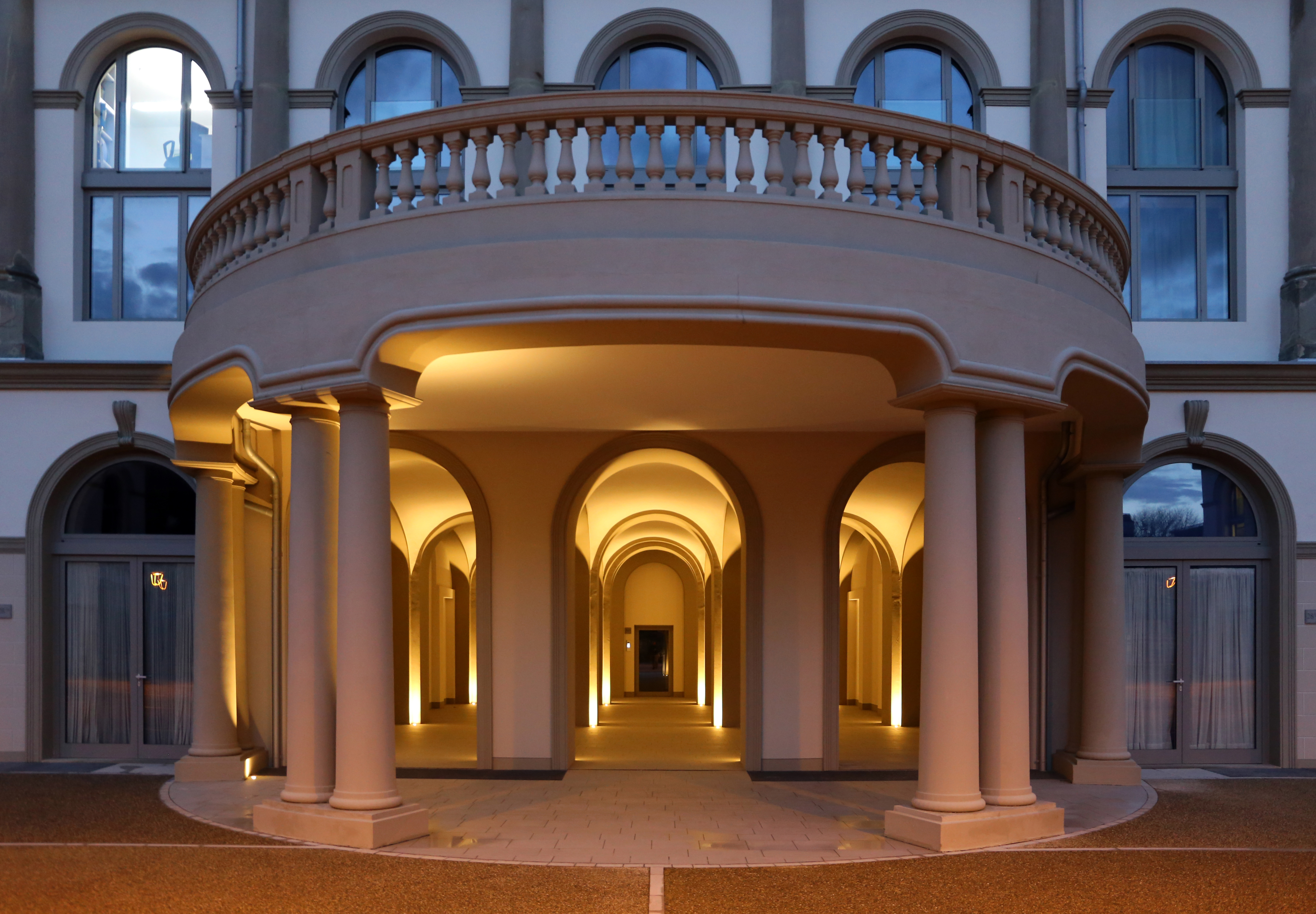
L'entrée en 2017.
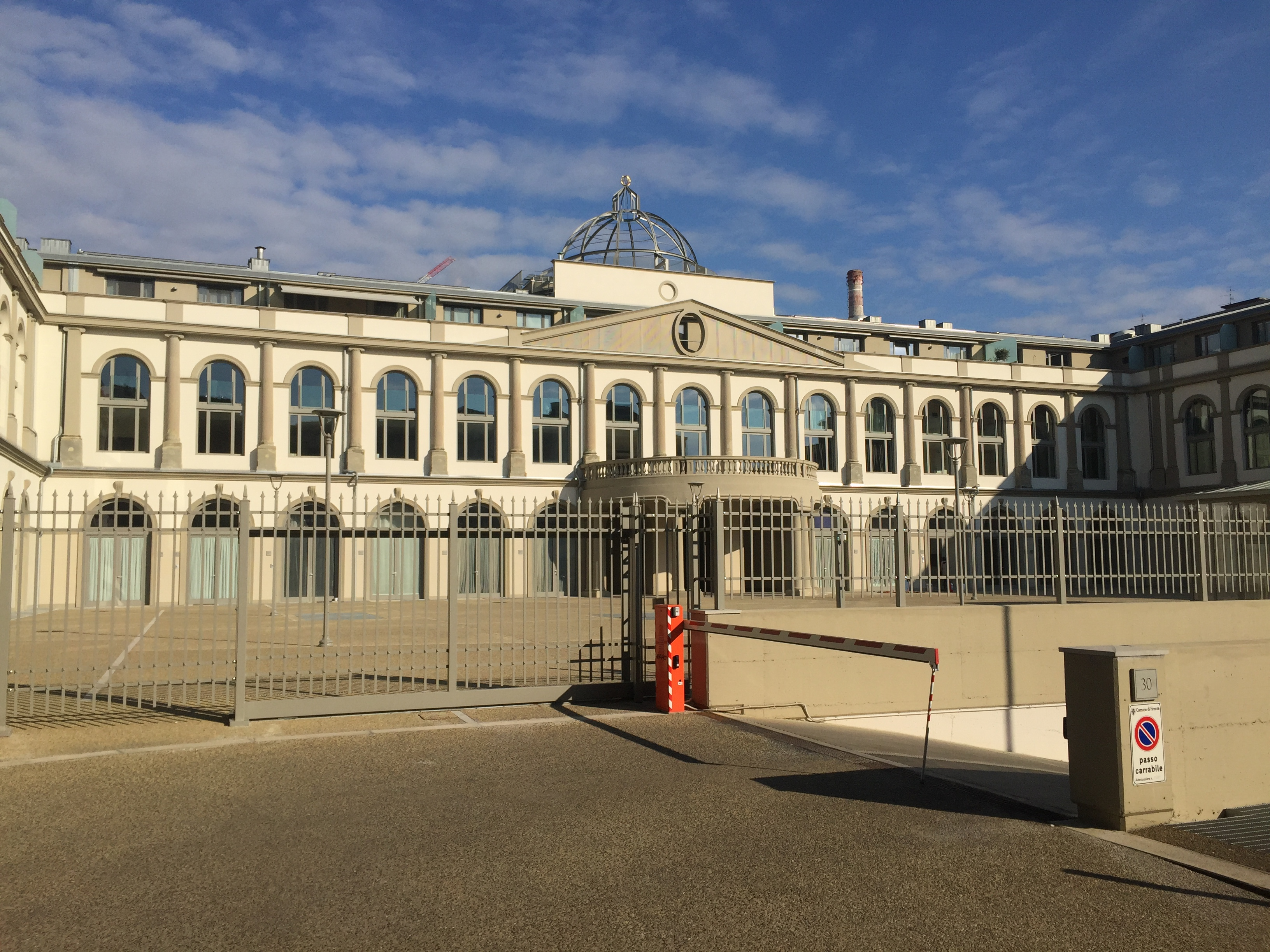
La Villa San Donato, après restauration en 2018.